# Triarticulación social
La triarticulación del organismo social (también tripartición, triformación o trimembración, del alemán Dreigliederung des sozialen Organismus o simplemente Soziale Dreigliederung) es una organización de la sociedad propuesta por el filósofo austriaco Rudolf Steiner en el año 1919, cuando publicó Los puntos centrales de la cuestión social. Steiner redactó este escrito pocos meses después del final de la Primera Guerra Mundial, en una situación de nuevos impulsos sociales. A partir de una crítica exhaustiva de la omnipotencia del estado unitario, Steiner desarrolla sistemáticamente el concepto de la trimembración social, en la que la vida pública está estructurada en tres ámbitos: la vida cultural-espiritual, la vida jurídica y la vida económica, y donde cada uno de estos miembros puede y debe desarrollarse libremente según su propia estructura y orden. Rudolf Steiner muestra también cómo un nuevo orden social sólo se puede realizar sobre la base de un nuevo concepto de capital y la propiedad (neutralización del capital).

## Tres grandes esferas de actividad
Esta concepción constata la existencia de tres grandes esferas de actividad en la sociedad, que son de naturaleza diferente pero actúan imbricándose:
- La esfera Espiritual y Cultural en el sentido lato del término (lo espiritual, la cultura, lo social, la ecología, lo humano); concierne a lo que está aislado de cada individualidad y debe ser incorporado al organismo social.
- La esfera del Derecho y de la Política (elaboración y seguimiento de las reglas que permiten la vida en sociedad); concierne a las relaciones entre personas.
- La esfera de la Economía (producción, circulación y consumación de los bienes y los servicios); engloba todos los productos de la naturaleza o de la producción humana.

La tripartición  o triformación del organismo social, consiste en tres máximas directrices de las diferentes funciones sociales, siendo estas: libertad, igualdad y fraternidad. Rudolf Steiner concibió la libertad como principio básico que debe regir la vida cultural-espiritual, la igualdad como pilar fundamental del ámbito jurídico-legal, y la fraternidad como sustento imprescindible para la actividad económica.
En educación esto significa desarrollar en el niño las bases para un pensamiento claro y preciso que tienda a la libertad, sentimientos auténticos que respeten a los demás en un marco de igualdad de derechos y obligaciones y una voluntad vigorosa capaz de sustentar responsablemente la fraternidad en la vida económica del porvenir. Según este modelo, se trata de instaurar:
- La libertad en el alma (cada individuo debe desarrollar su originalidad...) en la esfera cultural y espiritual (libertad de la educación no ceñida al patrón del estado, favorecer la creación personal...)
- La igualdad en el espíritu (cada hombre está sometido a las mismas leyes de nacimiento, vida y muerte...) y en la esfera político-jurídica (los mismos derechos y deberes para todos)
- La fraternidad en el cuerpo (todos somos habitantes de la Tierra) y en la esfera económica (entrada al lugar de competición). Se conoce la libertad en la economía (capitalismo) y la igualdad en la economía (comunismo), es el tiempo de pasar a la fraternidad en la economía...

### Una sociedad sana
La sociedad (u "organismo social") funciona sanamente cuando los tres poderes tratan a la vez de manera autónoma y coordinada en colaboración respetuosa para el bien común de todos.

### Una patología del organismo social
Actualmente, según este principio, la esfera económica tendería a imponer su dominio sobre los intereses legítimos de las otras dos.

### La sociedad civil, el tercer poder
En este momento, la sociedad civil se descubre como la institución principal de la esfera espiritual y cultural y como uno de los tres poderes mayores de la sociedad (la Sociedad civil, el Estado,el Mercado).